# Porta Bologna (Crevalcore)
Porta Bologna, a Crevalcore, è una struttura storica vicina all'ospedale cittadino.